# Lendakaris Muertos
Lendakaris Muertos est un groupe de punk rock espagnol, originaire de Pampelune, Navarre. Il se caractérise par un punk orthodoxe rapide, des chansons très courtes, des chœurs continus et des paroles ironiques qui combinent humour et critique traitant des problèmes sociaux et politiques de l'Euskadi, de Navarre et du reste de l'Espagne. 

## Biographie

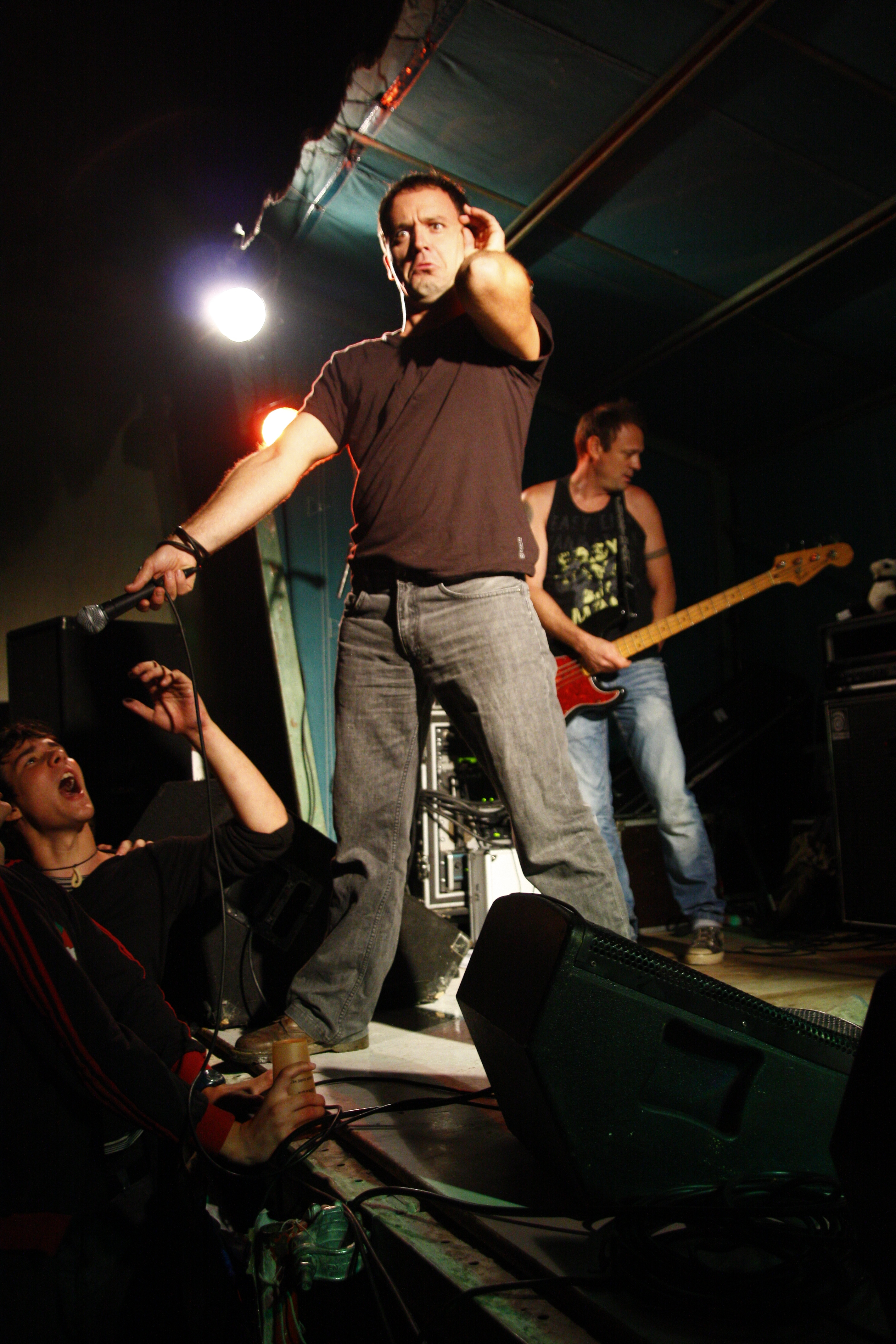
Aitor Ibarretxe en concert en 2009.

Le nom de Lendakaris Muertos s'inspire du single Too Blind to Fuck, tiré de l'album éponyme du groupe de punk hardcore nord-américain Dead Kennedys. Cinq mois après leur création, au mois de juin 2004, ils enregistrent leur première démo avec Iker Piedrafita des Dikers, et le publient en téléchargement gratuit sur leur site web. Ils comptent plus de 20 000 téléchargements de chansons comme Gora España, Gafas de pasta, El problema Vasco et Veteranos de la Kale Borroka.
Ils signent avec le label GOR Discos et éditent en février 2005 une version renouvelée de la démo à laquelle ils ajoutent 11 nouvelles chansons. La démo est partiellement retirée du web pour des questions juridiques, ce qui a suscité certaines critiques de la part des adeptes qui préféraient l'option copyleft des débuts. En mai 2006, ils publient également leur deuxième album avec GOR Discos, Se habla español. Seize coupures en une demi-heure de travail se poursuivent sur le même chemin que celui qui avait débuté deux ans auparavant.
En février 2008, leur troisième album sort sous le nom de Vine, vi y me vendí, qui comprend 20 chansons. Puis, au printemps 2009, le groupe subit le départ du bassiste Txema. Après ce départ, le groupe fait appel à Jokin (Tijuana in Blue) en remplacement. En décembre 2009, ils sortent un album live de 39 chansons intitulé Directo a los güevos. L'album est enregistré dans le Jimmy Jazz Hall de Vitoria-Gasteiz, les 23 et 24 octobre de la même année, et marque leurs débuts avec le bassiste Jokin.
Le 29 février 2012, le groupe publie son quatrième album studio, Crucificados por el antisistema. Le premier extrait de l'album est la chanson Cómeme la franja de Gaza. L'album est publié par le label Maldito Records, et comprend de 17 chansons. À la fin de 2013, le groupe prend une pause et arrête temporairement de jouer sur scène, après un dernier concert en décembre. Quelques mois plus tard, le chanteur Aitor forme le groupe Aberri Txarrak, avec lequel il sort un premier album en février 2015. 
En août 2017, ils se reforment pour visiter le continent américain : Los Angeles, San Diego, Tijuana, Cuernavaca, Mexico, Bogota, Valparaiso, Santiago et Buenos Aires. Au cours de cette tournée (appelée PandAmericana Tour), ils enregistrent leur nouvel album intitulé Podrán cortar la droga pero no la primavera, publié le 16 novembre 2017.

## Membres

### Membres actuels
- Aitor Ibarretxe - chant
- José Miguel Redin (Joxemi Urkullu) - guitare, chœurs
- Jokin Garaikoetxea - basse, chœurs
- Potxeta Ardanza - batterie

### Anciens membres
- Txema - basse, chœurs (2004–2009)
- Asier Aguirre - guitare, chœurs (2004–2013)

## Discographie
- 2004 : Lendakaris Muertos (démo, auto-éditée)
- 2005 : Lendakaris Muertos (GOR Discos)
- 2006 : Se habla español (GOR Discos)
- 2008 : Vine, vi y me vendí (GOR Discos)
- 2009 : Directo a los güevos (GOR Discos)
- 2012 : Crucificados por el antisistema (Maldito Records)
- 2016 : Cicatriz en la matrix
- 2017 : Podrán cortar la droga pero no la primavera (Qué mala patria)